# Vito Da Ros
Vito Da Ros (* 31. Mai 1957 in Caneva) ist ein ehemaliger italienischer Radrennfahrer.

## Sportliche Laufbahn
Da Ros war Teilnehmer der Olympischen Sommerspiele 1976 in Montreal. Dort bestritt er das Mannschaftszeitfahren. Der Vierer mit Carmelo Barone, Vito Da Ros, Gino Lori und Dino Porrini belegte den 11. Platz.
1977 holte er mit Mirko Bernardi, Dino Porrini und Mauro De Pellegrini die Silbermedaille im Mannschaftszeitfahren bei den UCI-Straßen-Weltmeisterschaften. In der Tour de l’Avenir 1977 gewann er eine Etappe und wurde 9. der Gesamtwertung.
1978 wurde er Berufsfahrer im Radsportteam Magniflex. Im Giro d’Italia 1978 schied er aus. Als Radprofi konnte er keine Erfolge erzielen. 1980 beendete er seine Laufbahn.